# Sosnivocika, Bilohirea
Sosnivocika (în ucraineană Соснівочка) este un sat în comuna Kvitneve din raionul Bilohirea, regiunea Hmelnîțkîi, Ucraina.

## Demografie
Componența lingvistică a localității Sosnivocika
     Ucraineană (97,56%)
     Rusă (2,44%)
Conform recensământului din 2001, majoritatea populației localității Sosnivocika era vorbitoare de ucraineană (97,56%), existând în minoritate și vorbitori de rusă (2,44%).